# Mijnsheerenland
Mijnsheerenland is een dorp met 4.755 inwoners (1 januari 2023) in de Hoeksche Waard, provincie Zuid-Holland, Nederland. Het dorp is gelegen aan de Binnenbedijkte Maas. Mijnsheerenland is het enige dorp in de Hoeksche Waard dat niet aan een dijk is gebouwd. Tot 1984 was Mijnsheerenland een zelfstandige gemeente.

## Geschiedenis
Na de Sint-Elisabethsvloed werd het voormalig land van Schobbe en Everocken in 1437-1438 herbedijkt door ridder Lodewijk van Praet. Men spreekt dan ook wel van het "Mijnsheerenland van Moerkerken". De herkomst van de naam is niet religieus, maar geeft de feitelijke situatie weer, namelijk het land van Heer Praet van Moerkerken.

## Bezienswaardigheden

### Hof van Moerkerken
Naast de oude dorpskern ligt de middeleeuwse buitenplaats het Hof van Moerkerken. Hier staat thans een landhuis uit de 18e eeuw. Op het Hof van Moerkerken woonde de ambachtsheer. Enkele bekende mensen hebben op het Hof gewoond, zoals Frederik van Eeden. Zijn roman Van de koele meren des doods is daar geschreven en deels verfilmd. Het Hof is nog steeds bewoond en daarom niet toegankelijk voor het publiek.

### Laurentiuskerk
De Laurentiuskerk staat in het midden van het dorp en stamt uit 1445.

### Molens
Het dorp bezit twee molens. De korenmolen De Goede Hoop staat enigszins verscholen in het dorp. De wipmolen Oostmolen staat buiten de dorpskern van Mijnsheerenland. Deze poldermolen was tot 1948 gebruikt voor bemaling van de polder Moerkerken.

### Binnenmaas
De Binnenmaas is een meer ten zuiden van Mijnsheerenland. Ter hoogte van Mijnsheerenland zijn een strandje en een watersportvereniging gelegen. Ook is hier een scoutinggroep actief met de naam Lodewijck van Praetgroep.
Het Recreatieoord Binnenmaas is buiten Mijnsheerenland gelegen. In het verleden werd het Decibel Outdoor-festival daar gehouden.

## Geboren
- Elisabeth Varga (1948-2011), beeldhouwer en medailleur

## Zie ook

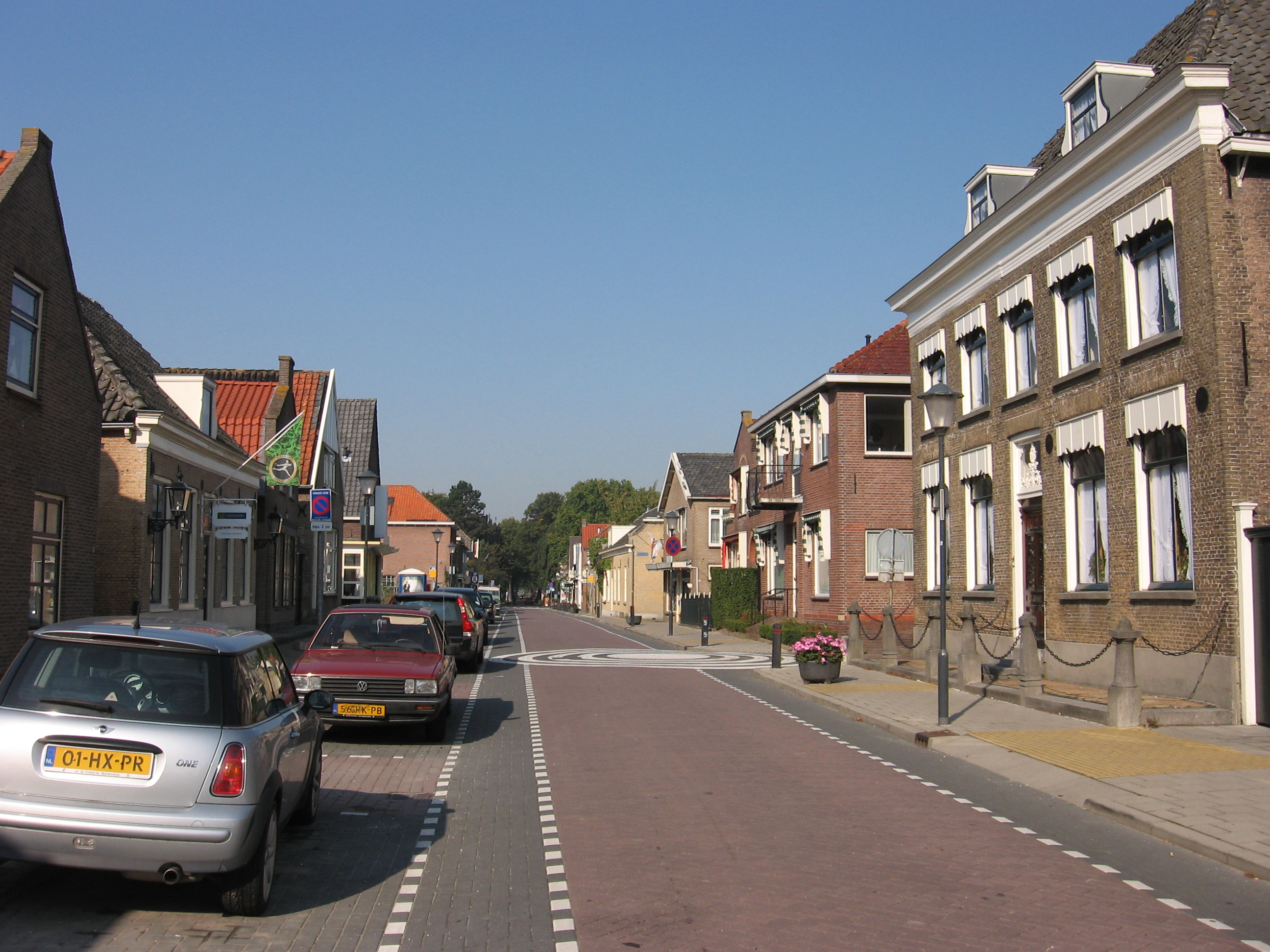
Mijnsheerenland
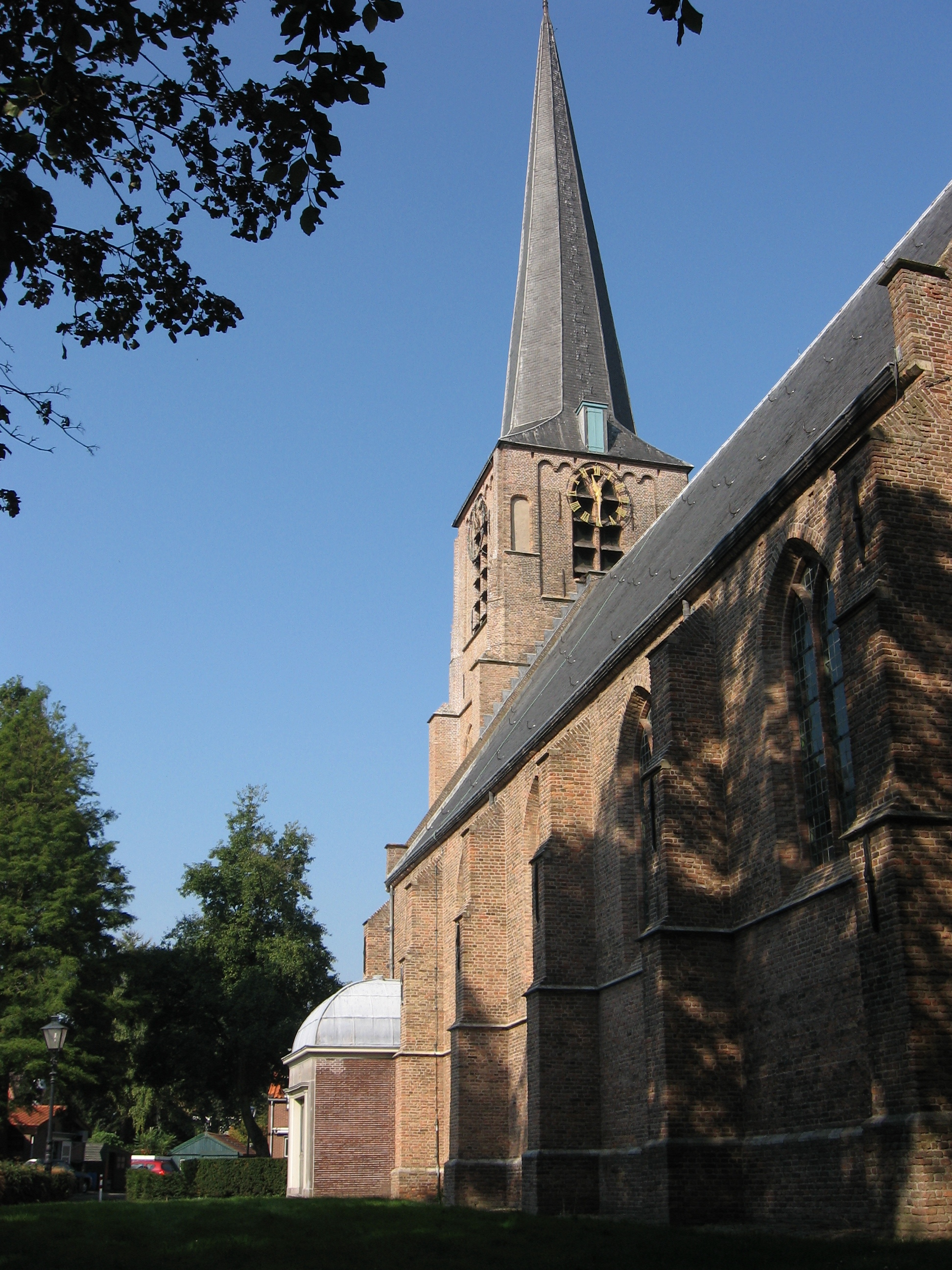
Laurentiuskerk
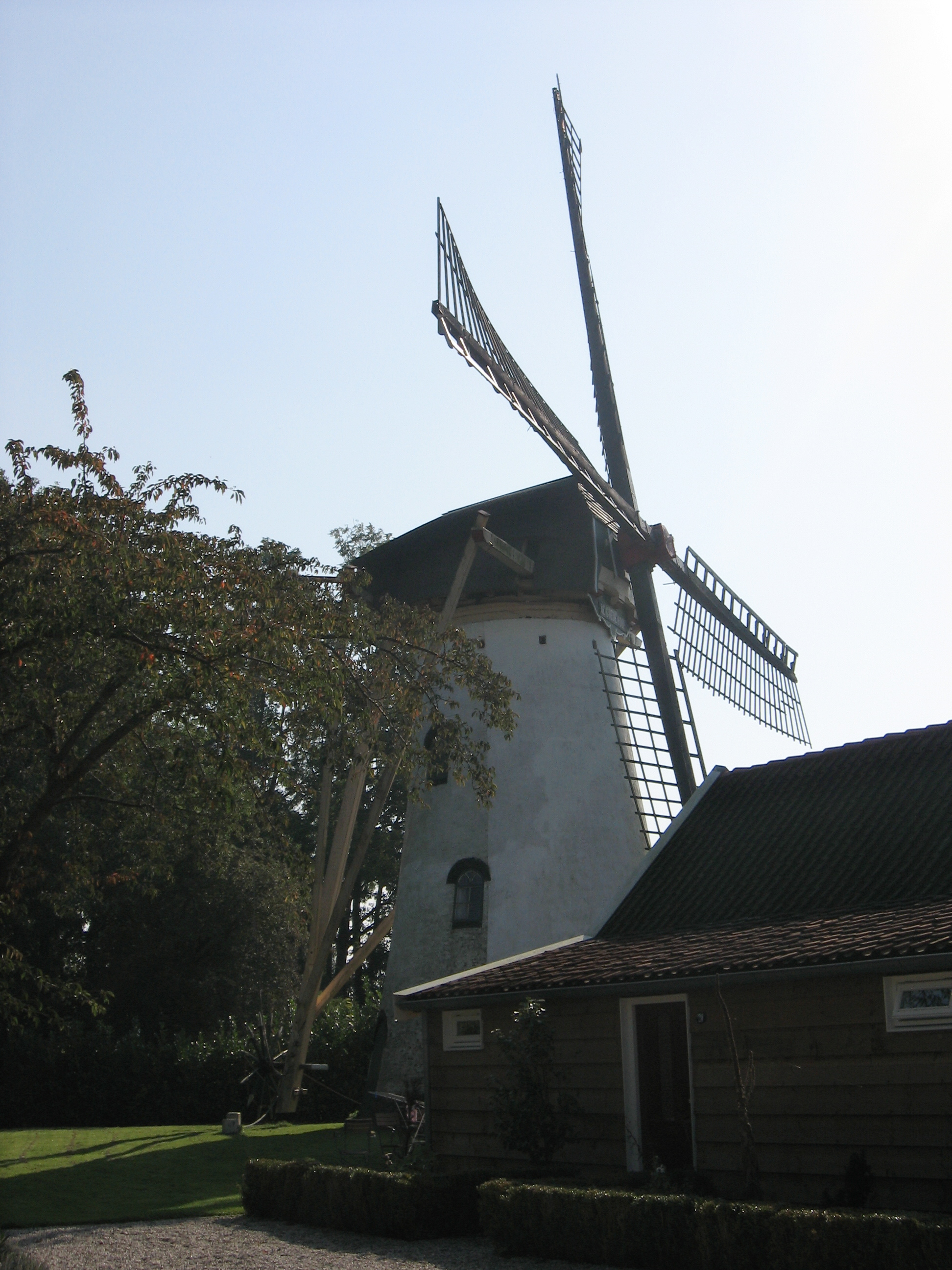
De Goede Hoop
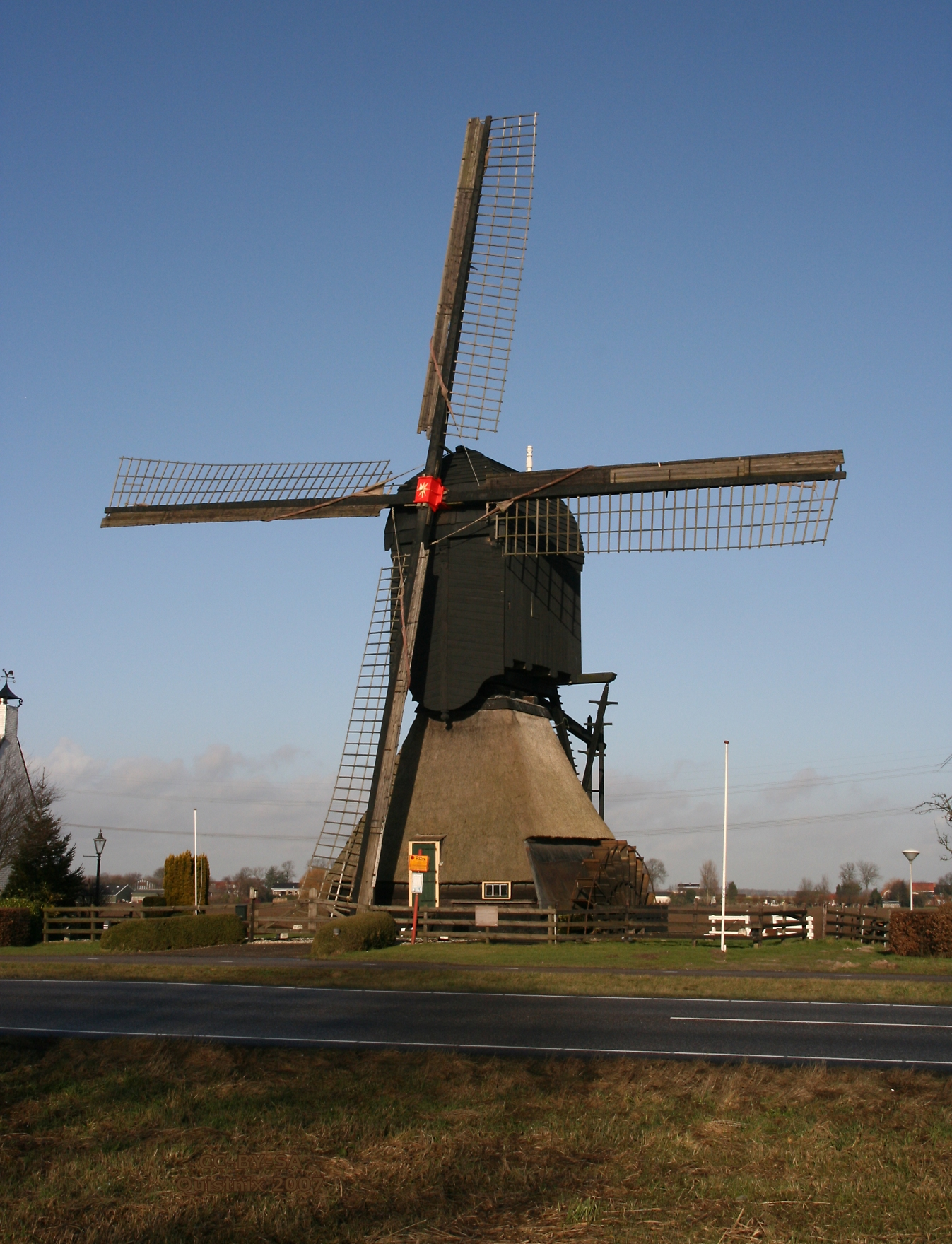
De Oostmolen
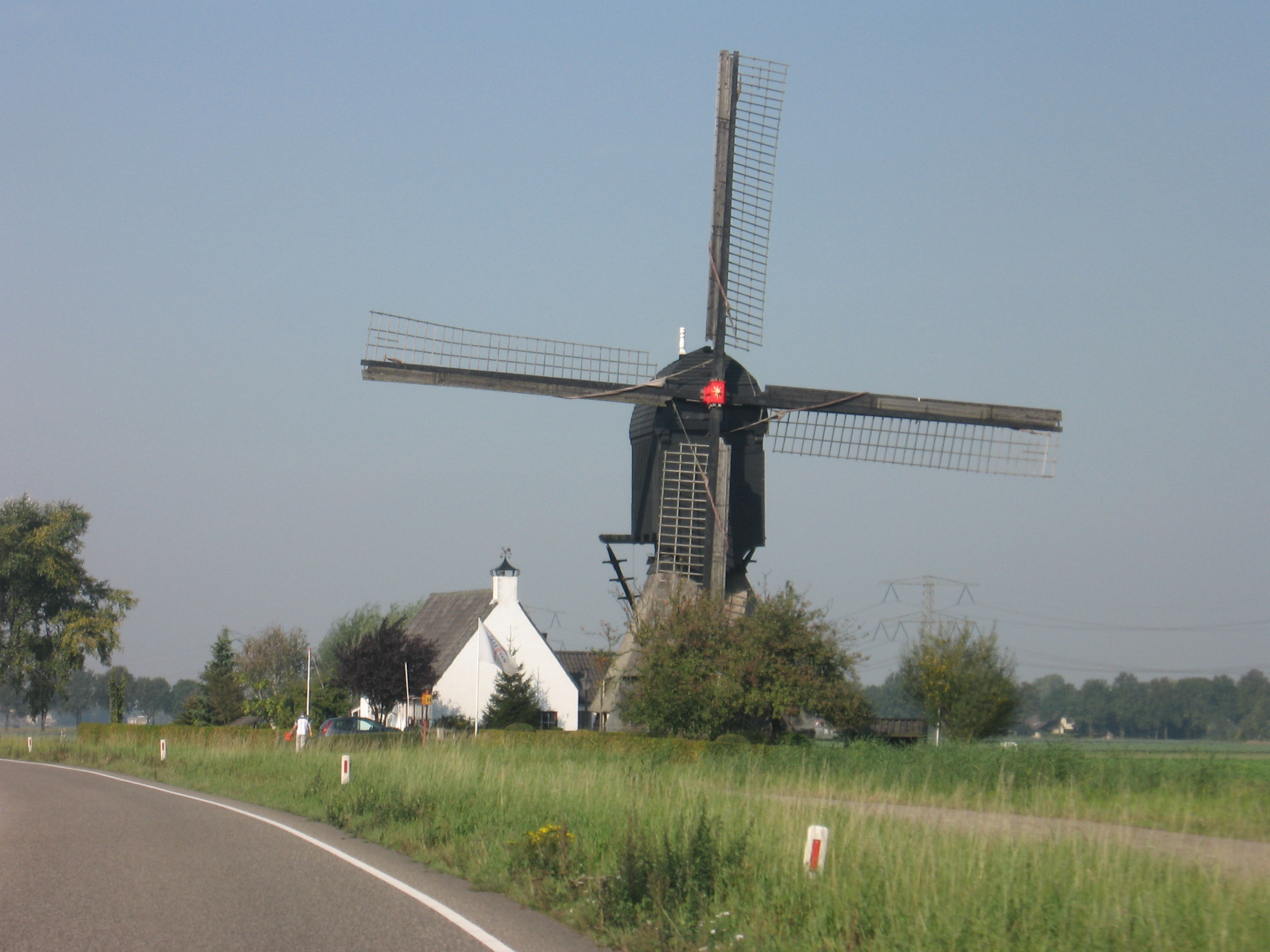
De Oostmolen bij de N217
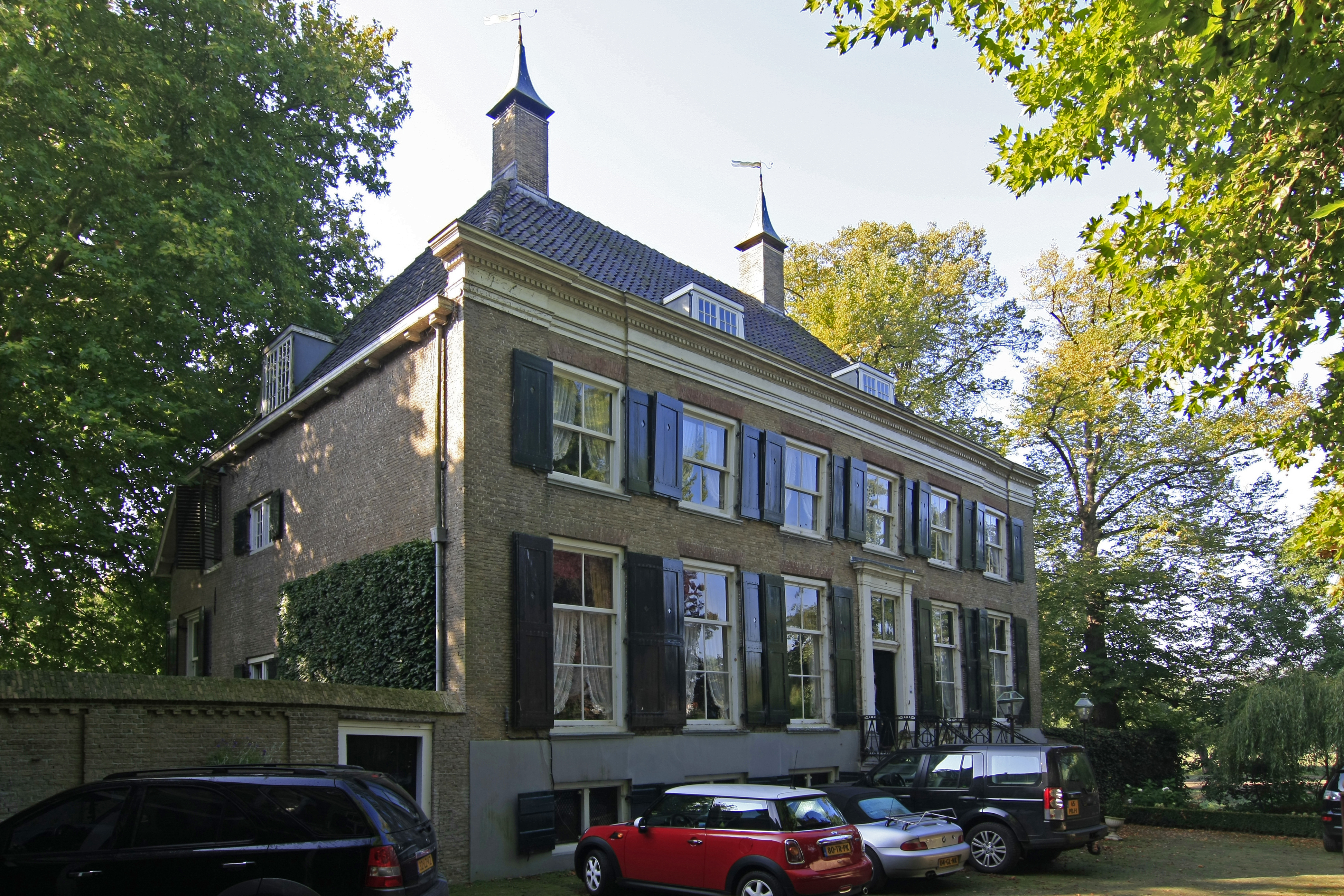
Hof van Moerkerken
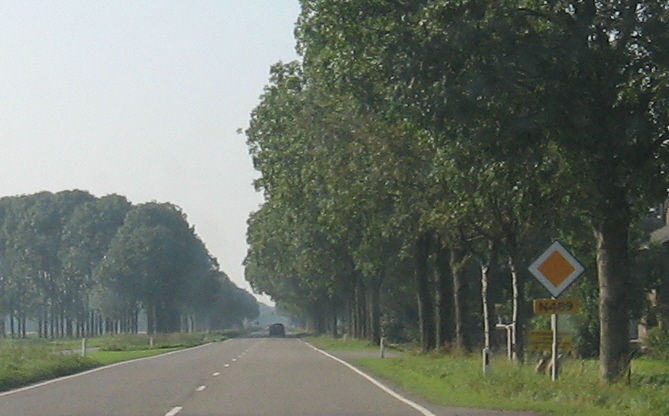
N489 bij Mijnsheerenland
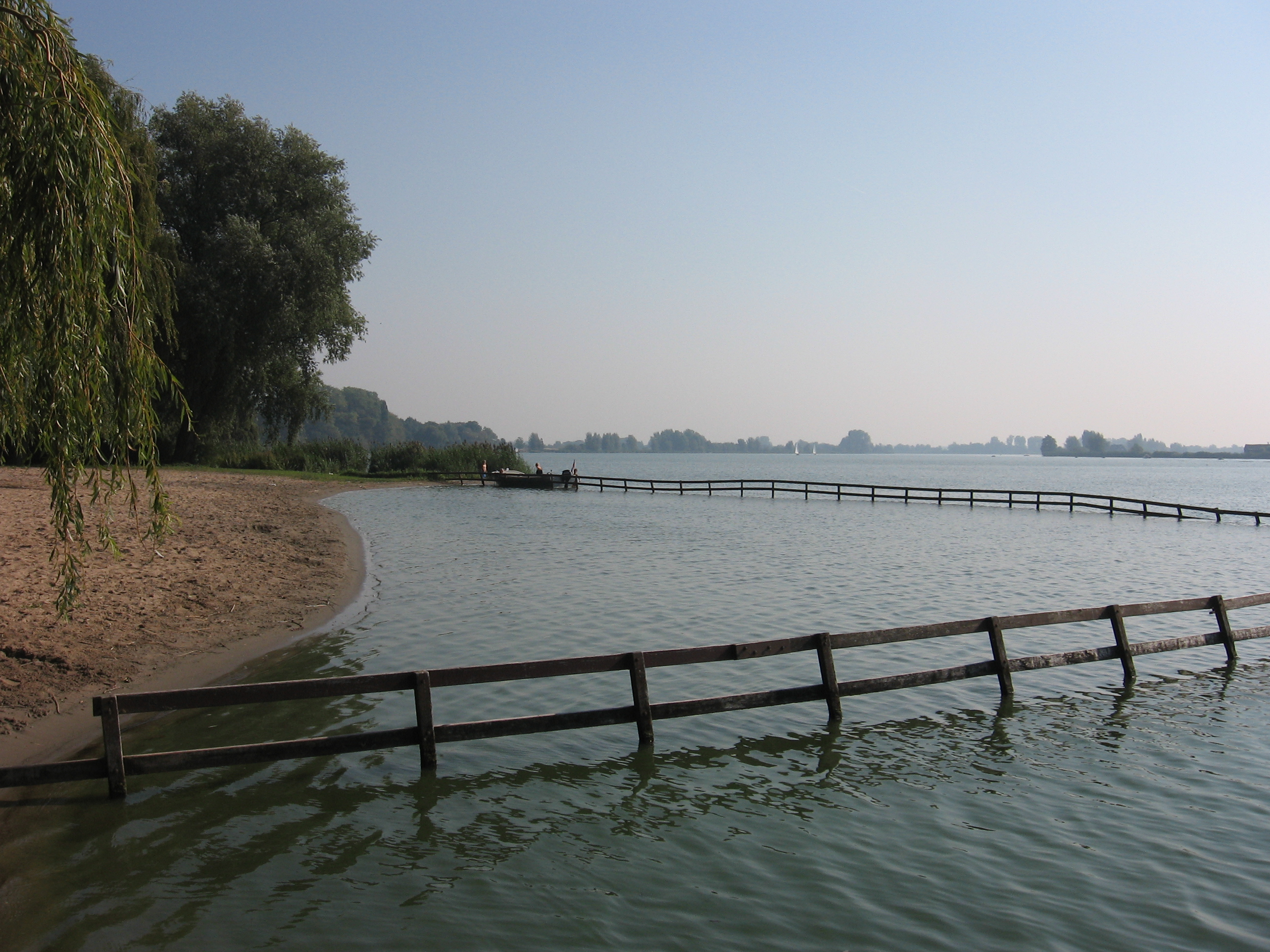
Recreatiestrandje aan de Binnenbedijkte Maas
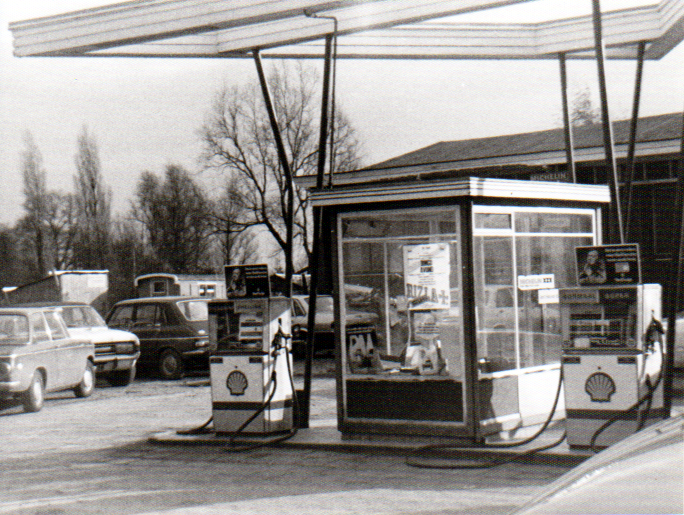
Tankstation in de jaren 70
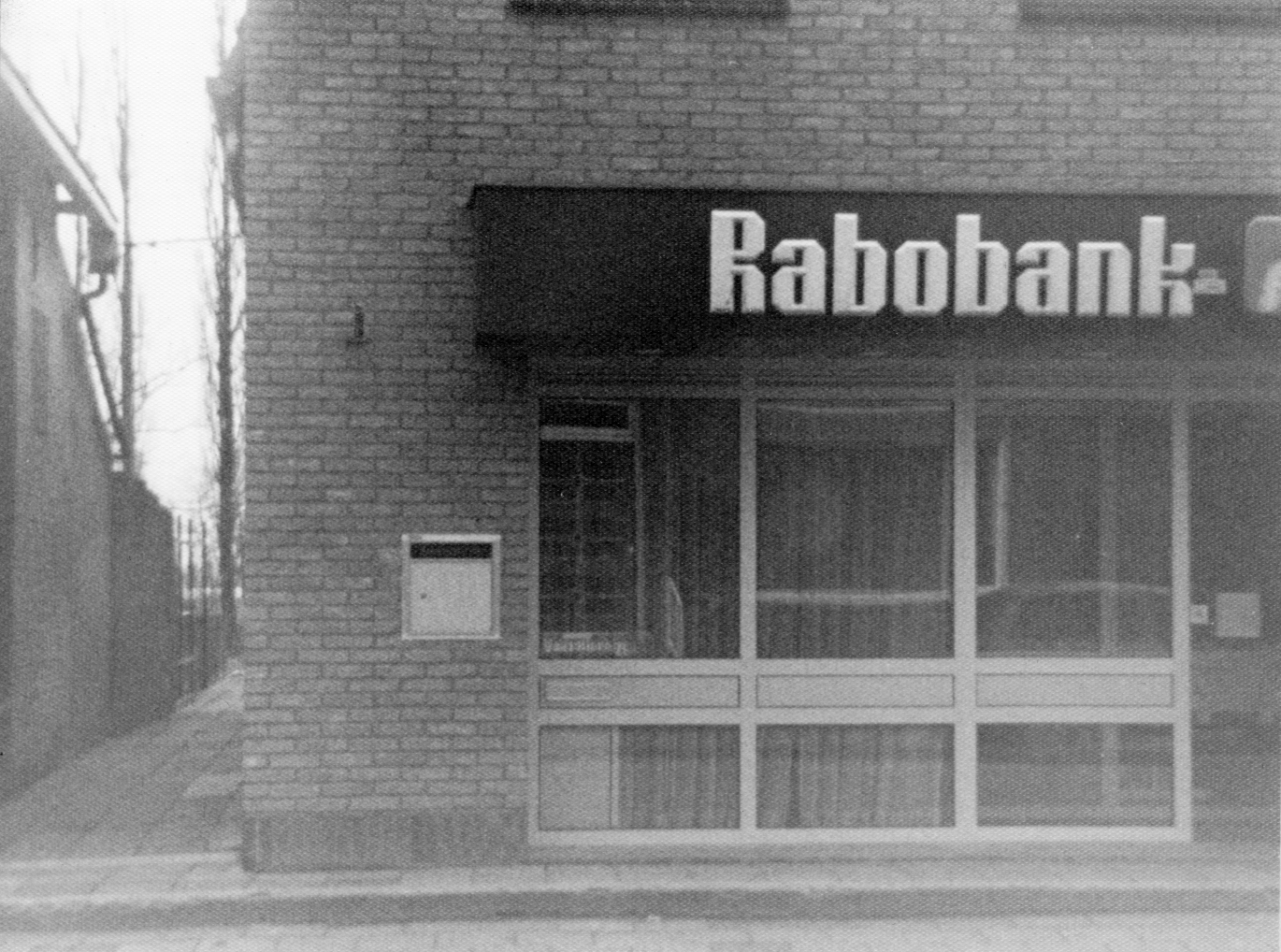
Rabobank in de jaren 70